# Prowincja Ranong
Ranong (taj. ระนอง) – jedna z prowincji (changwat) Tajlandii nad Morzem Andamańskim na półwyspie malajskim. Sąsiaduje z prowincjami Chumphon, Surat Thani i Phang Nga oraz z birmańską prowincją Kawthoung.